# 藤原敦
藤原 敦（ふじわら あつし、1963年4月26日 - 滋賀県出身）は日本の写真家。写真編集者長谷川明編集による写真誌『ASPHALT（アスファルト）』主催。

## 出版、他
2008年 ASPHALT1（アスファルト出版）「DISCORD」
2008年 ASPHALT2（アスファルト出版）「跡・TRACE」
2009年 ASPHALT3（アスファルト出版）「跡・TRACE part2」
2009年 ASPHALT4（アスファルト出版）「跡・TRACE part3」
2010年 ASPHALT5（アスファルト出版）「鹿児島」
2010年 DIGITALASPHALT（アスファルト出版）アルル写真フェスティバルDVDカタログ
2010年 ASPHALT6（アスファルト出版）「鹿児島 part2」 
2011年 ASPHALT7（アスファルト出版）「詩人の島」
2011年 ASPHALT8（アスファルト出版）「蝶の見た夢 Part1」
2012年 ASPHALT9（アスファルト出版）「蝶の見た夢 Part2」
2012年 ASPHALT10（アスファルト出版）「軍国酒場」
2013年 南国頌（蒼穹舎）
2014年 蝶の見た夢（蒼穹舎）
2015年 詩人の島（蒼穹舎）
2015年 アートボックスWOMBAT No.16（フランス）
2017年 蝉丸（蒼穹舎)
2019年 2200Miles（蒼穹舎)
2024年 櫻川 (ZEN FOTO GALLERY)

## 写真展、他
2009年 『跡-trace-』（蒼穹舎ギャラリー・新宿）
2010年 『アルル写真フェスティバル ASPHALT PHOTO EXHIBITION』（Le village des rencontres d' Arles・フランス）
2010年 『鹿児島』（蒼穹舎ギャラリー・新宿）
2011年 『アスファルト三人展』(ZEN FOTO GALLERY BEIJING・中国 北京）
2011年 『詩人の島』（蒼穹舎ギャラリー・新宿）
2011年 『蝶の見た夢・序章』（Photo bar "nagune" Golden-Gai, Sinjuku・東京）
2012年 『アスファルト写真展』（TANTO TEMPO Gallery, KOBE・兵庫）
2012年 『蝶の見た夢・本編』（蒼穹舎ギャラリー・新宿）
2013年 『ASPHALT BOOK EXHIBITION』(FORMAT International Photography Festival, DERBY・英国)
2013年 『南国頌』（蒼穹舎ギャラリー・新宿）
2013年 『inbetween record vol.1（３人展）』(inbetween art gallery, PARIS・フランス）
2014年 『南国頌 -幻影への旅- 同時開催・蝶の見た夢』』（TANTO TEMPO Gallery, KOBE・兵庫）
2014年 『inbetween record vol.12 "Japanese Eyes"（グループ展）』(inbetween art gallery, PARIS・フランス）
2015年 『詩人の島』(Zen Foto Gallery,六本木・東京)
2015年 『詩人の島』(Gallery722,岡山)
2015年 『詩人の島』(蒼穹舎ギャラリー・新宿)
2016年 『inbetween record vol.20 "TAKARABUNE"（グループ展）』(inbetween art gallery, PARIS・フランス）
2016年 『蝶の見た夢』(Reclaim Photography West Midlands 2016, Wolverhampton Art Gallery・英国)
2016年 『蝶の見た夢』(6th Different Dimension Festival ノボシビルスク州立美術館・ロシア)
2017年 『詩人の島』(Reclaim Photography West Midlands 2017, Birmingham・英国)
2017年 『蝉丸』(蒼穹舎ギャラリー・新宿)
2017年 『蝉丸』(Gallery722,岡山)
2017年 『全写真集展』(inbetween art gallery, PARIS・フランス)
2018年 『南国頌』(Reclaim Photography Festival 2018・英国）
2018年 『つくろひ』（三井寺・観音堂書院・滋賀）
2020年 『蝉丸』（Reclaim Photography West Midlands, Birmingham・英国)
2020年 『2200Miles』（Books and Modern+Blue Sheep Gallery）
2020年 『蝶の見た夢』 (いNstantes-Anvintes International Photo Festival 7th, Portugal・ポルトガル)
2020年 『2200Miles』（蒼穹舎ギャラリー・新宿)
2020年 『2200Miles』（Gallery722,岡山)
2021年 『蝶の見た夢』 (CASA DA CALTURA DE AVINTES, Portugal・ポルトガル)
2024年 『2200Miles』 (ROSPHOTO, Saint Petersburg Russia・サンクトペテルブルグ、ロシア)
2024年 『2200Miles』（Gallery NEGATIVE・釜山、韓国）
2024年 『蝶の見た夢』（SPACE S・釜山、韓国）
2024年 『櫻川』(Zen Foto Gallery,六本木・東京)